# Fracastorius (kráter)

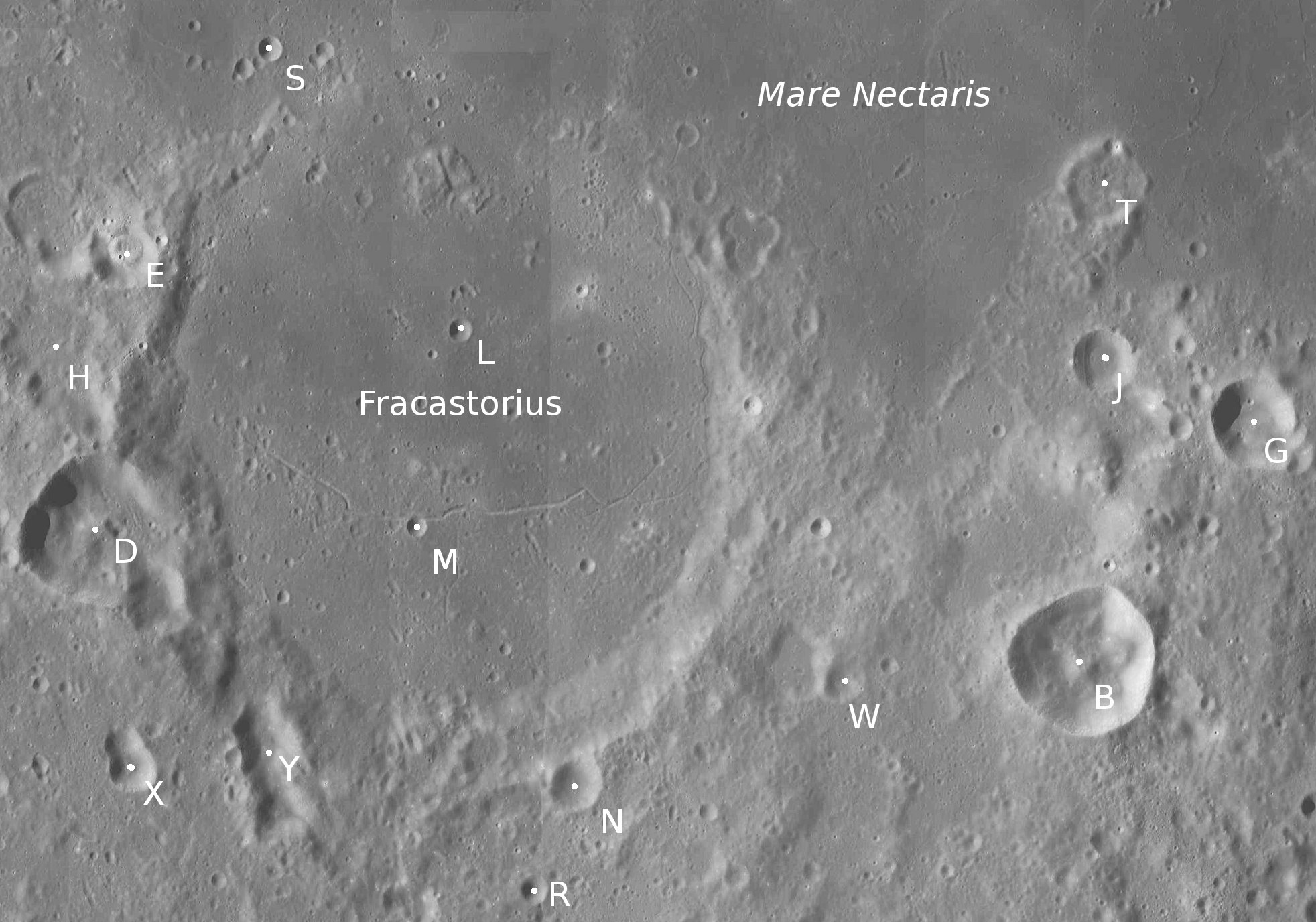
Kráter Fracastorius.

Fracastorius je rozlehlý lávou zatopený kráter o průměru 124 km nacházející se na jižním okraji Mare Nectaris (Moře nektaru) na přivrácené straně Měsíce. Jeho severní okrajový val zcela chybí a dno přechází do měsíčního moře Mare Nectaris. Lávové proudy, které v minulosti vyplnily Mare Nectaris, se také přelily do tohoto kráteru, takže ten má nyní podobu měsíčního zálivu (jako je např. Sinus Iridum). Je to jeden ze starších kráterů. Zbývající okrajový val je značně narušen dopady dalších meteoritů. Fracastorius nemá centrální pahorek, ale uvnitř něj se táhne přibližně západo-východním směrem dlouhá měsíční brázda.
Severozápadně se nachází kráter Beaumont, severovýchodně v Mare Nectaris pak mnohem menší Rosse.

## Název
Je pojmenován podle italského lékaře, astronoma a básníka Girolamo Fracastora.

## Satelitní krátery
V okolí kráteru se nachází několik dalších kráterů. Ty byly označeny podle zavedených zvyklostí jménem hlavního kráteru a velkým písmenem abecedy.
| Fracastorius | Sel. šířka | Sel. délka | Průměr |
| ------------ | ---------- | ---------- | ------ |
| A            | 24.4° J    | 36.5° V    | 18 km  |
| B            | 22.5° J    | 37.2° V    | 27 km  |
| C            | 24.6° J    | 34.6° V    | 16 km  |
| D            | 21.8° J    | 30.9° V    | 28 km  |
| E            | 20.2° J    | 31.0° V    | 13 km  |
| G            | 21.2° J    | 38.3° V    | 16 km  |
| H            | 20.7° J    | 30.6° V    | 21 km  |
| J            | 20.8° J    | 37.4° V    | 12 km  |
| K            | 25.4° J    | 34.7° V    | 17 km  |
| L            | 20.6° J    | 33.2° V    | 5 km   |
| M            | 21.7° J    | 32.9° V    | 4 km   |
| N            | 23.2° J    | 34.0° V    | 10 km  |
| P            | 25.5° J    | 33.3° V    | 8 km   |
| Q            | 25.1° J    | 33.2° V    | 8 km   |
| R            | 23.8° J    | 33.7° V    | 5 km   |
| S            | 19.0° J    | 31.9° V    | 5 km   |
| T            | 19.8° J    | 37.4° V    | 14 km  |
| W            | 22.6° J    | 35.7° V    | 7 km   |
| X            | 23.0° J    | 31.1° V    | 7 km   |
| Y            | 23.0° J    | 32.0° V    | 12 km  |
| Z            | 24.8° J    | 33.6° V    | 9 km   |